# Esgrima en los Juegos Europeos
La esgrima en los Juegos Europeos se realizó en la primera edición. El evento es organizado por los Comités Olímpicos Europeos, junto con la Confederación Europea de Esgrima (CEE). 

## Ediciones
| Núm. | Año  | Sede                 | Instalación  |
| ---- | ---- | -------------------- | ------------ |
| I    | 2015 | Bakú ( Azerbaiyán)   | Crystal Hall |
| —    | 2019 | Minsk ( Bielorrusia) | No realizado |
| II   | 2023 | Cracovia ( Polonia)  | Tauron Arena |

## Medallero
- Actualizado a Cracovia 2023.

| Núm. | País         | Oro | Plata | Bronce | Total |
| ---- | ------------ | --- | ----- | ------ | ----- |
| 1    | Italia       | 5   | 4     | 10     | 19    |
| 2    | Francia      | 5   | 3     | 3      | 11    |
| 3    | Ucrania      | 4   | 0     | 1      | 5     |
| 4    | Polonia      | 3   | 2     | 0      | 5     |
| 5    | Rumania      | 2   | 3     | 2      | 7     |
| 6    | Rusia        | 1   | 5     | 3      | 9     |
| 7    | Hungría      | 1   | 2     | 3      | 6     |
| 8    | Reino Unido  | 1   | 0     | 1      | 2     |
| 9    | Georgia      | 1   | 0     | 0      | 1     |
| 9    | Países Bajos | 1   | 0     | 0      | 1     |
| 11   | Azerbaiyán   | 0   | 1     | 1      | 2     |
| 11   | Estonia      | 0   | 1     | 1      | 2     |
| 13   | Dinamarca    | 0   | 1     | 0      | 1     |
| 13   | Portugal     | 0   | 1     | 0      | 1     |
| 13   | Suiza        | 0   | 1     | 0      | 1     |
| 16   | Alemania     | 0   | 0     | 6      | 6     |
| 17   | Bélgica      | 0   | 0     | 1      | 1     |
| 17   | España       | 0   | 0     | 1      | 1     |
| 17   | Grecia       | 0   | 0     | 1      | 1     |
| 17   | Israel       | 0   | 0     | 1      | 1     |
| 17   | Noruega      | 0   | 0     | 1      | 1     |
|      | TOTAL        | 24  | 24    | 36     | 84    |